# Citrostichus phyllocnistoides
Citrostichus phyllocnistoides är en stekelart som först beskrevs av Narayanan 1960.  Citrostichus phyllocnistoides ingår i släktet Citrostichus och familjen finglanssteklar. Inga underarter finns listade i Catalogue of Life.